# Montaut (Aude)
Montaut (en francès Monthaut) és un municipi francès situat al departament de l'Aude i a la regió d'Occitània.